# Самір Барач
Самір Барач  (хорв. Samir Barač; нар. 2 листопада 1973, Рієка) — хорватський ватерполіст, олімпійський чемпіон.

## Виступи на Олімпіадах
| Олімпіада   | Дисципліна | Місце |
| ----------- | ---------- | ----- |
| Сідней 2000 | водне поло | 7     |
| Афіни 2004  | водне поло | 10    |
| Пекін 2008  | водне поло | 6     |
| Лондон 2012 | водне поло | 1     |